# 1990-е

## Догађаји и трендови
- Уједињење Немачке 1990.
- Намибија прогласила независност од Јужноафричке Републике.
- Уједињење Јемена
- Еритреја постала независна од Етиопије.
- Нови Устав Србије
- Први вишестраначки избори и пад комунизма у Србији, после 45 година.
- Распад СССР-a и Варшавског пакта.
- Мастришким уговором основана Европска унија.
- Распад СФРЈ
- Распад Чехословачке
- Грађански рат у Алжиру
- Геноцид у Руанди
- Рат у Хрватској
- Рат у Босни и Херцеговини
- НАТО бомбардовање Републике Српске
- Први чеченски рат
- Окончан апартхејд у Јужноафричкој Републици.
- Хонг Конг враћен Кини.
- Заливски рат
- ФК Црвена звезда освојио Куп европских шампиона.
- КК Партизан освојио Куп европских шампиона.
- НАТО бомбардовање СРЈ
- Рат на Косову и Метохији

### Технологија
- Настали WWW и HTML.
- Пентијум процесор развијен у Интелу.
- Мајкрософт издао Windows 95 и касније Windows 98.
- Експлозивни раст Интернета, пад цена рачунара, и других уређаја.
- Напредак на пољу модема, ISDN-а, кабловских модема довео до бржих Интернет конекција.
- Развој веб прегледача, попут Нетскејп навигатора и Интернет експлорера, што је олакшало сурфовање Интернетом.
- MP3 плејер
- Сан мајкросистемс развио програмски језик Јава.
- GSM мрежа
- Мобилни телефони постају јефтинији и мањи, али остају статусни симбол док нису постали уобичајени током 2000-их.
- Електронска пошта постаје популарна.
- Започео развој слободног оперативног система Линукс.
- Развијена и постала популарна DVD технологија.
- Бежичне мреже, Вај-фај и Блутут.
- Пејџери популарни док нису замењени мобилним телефонима.

### Светски лидери
- Премијер Боб Хок (Аустралија)
- Премијер Пол Китинг (Аустралија)
- Премијер Џон Хауард (Аустралија)
- Председник Фернандо Афонсо Колор де Мељо (Бразил)
- Председник Итамар Франко (Бразил)
- Председник Фернандо Енрике Кардозо (Бразил)
- Председник Жељу Жељев (Бугарска)
- Председник Петар Стојанов (Бугарска)
- Премијер Брајан Малруни (Канада)
- Премијер Ким Кембел (Канада)
- Премијер Жан Кретјен (Канада)
- Денг Сјаопинг (Народна Република Кина)
- Председник Ђанг Цемин (Народна Република Кина)
- Председник Ли Тенг Хуи (Република Кина (Тајван)
- Председник Фрањо Туђман (Хрватска)
- Председник Вацлав Хавел (Чехословачка и (Чешка Република након распада Чехословачке))
- Премијер Поул Нируп Расмусен (Данска)
- Председник Хосни Мубарак (Египат)
- Председник Франсоа Митеран (Француска)
- Председник Жак Ширак (Француска)
- Канцелар Хелмут Кол (Немачка)
- Канцелар Герхард Шредер (Немачка)
- Гувернер Дејвид Клајв Вилсон (Хонгконг (под британском влашћу))
- Гувернер Крис Патен (Хонгконг (под британском влашћу))
- Тунг Чи Хуа (Хонгконг, Народна Република Кина)
- Премијер Атал Бихари Ваџапаји (Индија)
- Председник Мохамед Хатами (Иран)
- Председник Садам Хусеин (Ирак)
- Премијер Јицак Шамир (Израел)
- Премијер Јицак Рабин (Израел)
- Премијер Бенјамин Нетанјаху (Израел)
- Цар Акихито (Јапан)
- Гувернер Васко Хоаким Роча Вијеира (Макао (под португалском влашћу))
- Едмунд Хо (Макао, Народна Република Кина)
- Председник Карлос Салинас (Мексико)
- Председник Ернесто Зедиљо (Мексико)
- Председник Јасер Арафат (Палестинска самоуправа)
- Папа Јован Павле II (Ватикан)
- Председник Коразон Акино (Филипини)
- Председник Фидел Рамос (Филипини)
- Председник Џозеф Естрада (Филипини)
- Председник Лех Валенса (Пољска)
- Председник Александер Квашњевски (Пољска)
- Премијер Руд Луберс (Холандија)
- Премијер Вим Кок (Холандија)
- Премијер Мајк Мур (Нови Зеланд)
- Премијер Џим Болгер (Нови Зеланд)
- Премијер Џени Шипли (Нови Зеланд)
- Премијер Хелен Кларк (Нови Зеланд)
- Председник Јон Илијеску (Румунија)
- Председник Емил Константинеску (Румунија)
- Председник Борис Јељцин (Русија)
- Чарлс Хауги (Република Ирска)
- Алберт Рејнолдс (Република Ирска)
- Џон Брутон (Република Ирска)
- Берти Ахерн (Република Ирска)
- Председник Ви Ким Ви (Сингапур)
- Председник Онг Тенг Чеонг (Сингапур)
- Председник Селапан Раманатан (Сингапур)
- Председник Фредерик Вилем де Клерк (Јужноафричка Република)
- Председник Нелсон Мандела (Јужноафричка Република)
- Председник Ким Дае Јунг (Јужна Кореја)
- Председник Михаил Горбачов (Совјетски Савез)
- Краљ Хуан Карлос I (Шпанија)
- Председник Фелипе Гонзалез (Шпанија)
- Председник Хосе Марија Аснар (Шпанија)
- Председник Хафиз ел Асад (Сирија)
- Председник Тургут Озал (Турска)
- Председник Сулејман Демирел (Турска)
- Премијер Тансу Чилер (Турска)
- Краљица Елизабета II (Уједињено Краљевство)
- Премијер Маргарет Тачер (Уједињено Краљевство)
- Премијер Џон Мејџор (Уједињено Краљевство)
- Премијер Тони Блер (Уједињено Краљевство)
- Председник Џорџ Х. В. Буш (Сједињене Државе)
- Председник Бил Клинтон (Сједињене Државе)
- Председник Слободан Милошевић (Савезна Република Југославија)

### Музика
- Хип-хоп и Реп
- Техно — електронска музика добија љубимце
- Турбо-фолк